# Polícia Militar do Brasil
La polícia Militar do Brasil (Italiano: polizia militare) è una delle forze di polizia brasiliane.
Sebbene la traduzione letterale sia "polizia militare", sottintendendo compiti di normale gendarmeria, in circostanze normali questa forza ha compiti di polizia e ordine pubblico, sotto l'autorità del governatore dello Stato federato. Infatti ognuno degli stati federati del Brasile ha un proprio corpo di Polícia militar, che effettua compiti di polizia preventiva, a differenza dei corpi di Polícia Civil che si occupano del lavoro investigativo e forense.

## Descrizione generale
In base all'articolo 144 della Costituzione brasiliana del 1988, la PM è considerata un corpo ausiliare e una potenziale riserva delle forze militari federali. Queste possono comunque essere costrette al servizio federale in uno statuto simile al posse comitatus.
Questa polizia non ha compiti di polizia militare all'interno delle forze armate brasiliane, riservati invece alla Polizia dell'Esercito (Polícia do Exército), alla Polizia della Marina (Polícia da Marinha) e alla Polizia dell'Aeronautica (Polícia da Aeronaútica).
C'è anche una forza nazionale di sicurezza (Força Nacional de Segurança), creata sotto la presidenza di Luiz Inácio Lula da Silva. Questa forza di polizia è costituita dai più qualificati militari di ogni Stato e viene usata solo quando il governatore di uno Stato chiede aiuto per controllare una crisi significativa. Fu usata per la prima volta durante la rivolta nelle strade dello Stato dell'Espírito Santo.

## Organizzazione
I singoli corpi statali sono solitamente divisi in battaglioni (Batalhões de Polícia Militar - BPM); i battaglioni sono solitamente divisi in compagnie (Companhias - Cia); le compagnie sono a propria volta suddivise in "distaccamenti" (Destacamento Policial Militar - DPM). Ogni corpo statale può effettuare le proprie scelte riguardo a equipaggiamento, uniformi, stemma e inno. Ogni battaglione di un corpo può avere il proprio stemma.
I corpi statali hanno solitamente i propri corpi speciali per il controllo delle sommosse e per gli eventi speciali, il Battaglione d'Urto (Batalhão de Choque). Questi contengono anche distaccamenti particolari per operazioni speciali, affari interni, unità cinofile, ecc. Alcuni hanno unità di cavalleria (Cavalari). In alcuni Stati le unità hanno nomi differenti.

## I corpi federati di Polizia militare
- 01 . PMAC - Acre
- 02 . PMAL - Alagoas
- 03 . PMAP - Amapá
- 04 . PMAM - Amazonas
- 05 . PMBA - Bahia
- 06 . PMCE - Ceará
- 07 . PMDF - Distretto Federale ( Brasilia - Capitale )
- 08 . PMES - Espírito Santo
- 09 . PMGO - Goiás
- 10 . PMMA - Maranhão
- 11 . PMMT - Mato Grosso
- 12 . PMMS - Mato Grosso do Sul
- 13 . PMMG - Minas Gerais
- 14 . PMPA - Pará
- 15 . PMPB - Paraíba
- 16 . PMPR - Paraná
- 17 . PMPE - Pernambuco
- 18 . PMPI - Piauí
- 19 . PMRJ - Rio de Janeiro
- 20 . PMRN - Rio Grande do Norte
- 21 . BMRS - Rio Grande do Sul
- 22 . PMRO - Rondônia
- 23 . PMRR - Roraima
- 24 . PMSC - Santa Catarina
- 25 . PMSP - San Paolo
- 26 . PMSE - Sergipe
- 27 . PMTO - Tocantins

## Gradi
La classificazione gerarchica della polizia militare è simile a quella nell'esercito, con alcune modifiche in ogni Stato.
| Colonnello | Tenente colonnello | Maggiore | Capitano | 1° Tenente | 2° Tenente | Allievo ufficiale | Sottotenente |
| ---------- | ------------------ | -------- | -------- | ---------- | ---------- | ----------------- | ------------ |
|            |                    |          |          |            |            |                   |              |

| 1° Sergente | 2° Sergente | 3° Sergente | Caporale | Soldato de 1ª Classe |
| ----------- | ----------- | ----------- | -------- | -------------------- |
|             |             |             |          |                      |